# Optymalizacja warszawska
Optymalizacja warszawska – narządzie do optymalizowania rozwoju miast, opracowane w Polsce w latach 1961–1963. Metoda ta, jako  jedna z pierwszych wykorzystywała techniki komputerowe w planowaniu przestrzennym, została opracowana przez utworzony w warszawskim Biurze Studiów i Projektów Inżynierii Miejskiej zespół pod kierownictwem organizacyjnym inż. Bohdana Jastrzębskiego (późniejszego wojewody warszawskiego) oraz naukowym dr. Stanisława Broniewskiego.
Podstawowym założeniem metody było stwierdzenie, że realizacja zabudowy mieszkaniowej na określonej działce powoduje konieczność dostarczenia usług komunalnych, a tym samym poniesienia kosztów stworzenia odpowiedniej infrastruktury inżynieryjnej i komunikacyjnej. Funkcja celu w tej metodzie pozwalała na ustalenie najtańszego wariantu rozbudowy miasta. W skład zespołu wchodzili m.in. prof. Wojciech Suchorzewski (zagadnienie komunikacyjne),  Stanisław Wolski (zaopatrzenie w media), inż. Jerzy Mołoniewicz (sieć wodna-kanalizacyjna), Danuta Rossman (sprawy organizacyjne), mgr Jan W. Kwiatowski (algorytmy i programy komputerowe).

## Charakterystyka
Podstawowym postulatem optymalizacji było racjonalne rozmieszczanie inwestycji na terenie miasta, które osiągano dzięki minimalizacji kosztów uzyskania terenów, kosztów inwestycyjnych i eksploatacyjnych. Bardzo istotnym procesem było w tym wypadku stworzenie kilku wariantów porównawczych planowanej struktury miasta (śródmieścia), a także ich kombinacji, a następnie ranking tych wariantów. Istotną rolę odgrywało przeanalizowanie kosztów budowy infrastruktury transportowej i eksploatacyjnej (gaz, woda, ścieki i inne).

## Miasta
W latach 1961–1978 opracowano plany zagospodarowania przestrzennego następujących miast, opierając się na założeniach optymalizacji warszawskiej:
- Kraków,
- Łódź,
- Poznań,
- Skopje (po trzęsieniu ziemi),
- Trójmiasto,
- Warszawa.